# Taoxi, Fujian
Taoxi är en köping i sydöstra Kina. Den ligger i Wuping härad i staden Longyan i provinsen Fujian, omkring 320 kilometer väster om provinshuvudstaden Fuzhou. Antalet invånare är 11 960. Befolkningen består av 6 078 kvinnor och 5 882 män. Barn under 15 år utgör 22,0 %, vuxna 15-64 år 61 %, och äldre över 65 år 15,0 %.